# Шерил Кроу
Шеріл Сьюзен Кроу (англ. Sheryl Suzanne Crow; 11 лютого 1962, Кеннетт, штат Міссурі) — американська музикантка, піснярка, продюсерка, акторка та політична активістка. Авторка пісень, дев'ятиразова володарка премії "Греммі".

## Життєпис
Шеріл Кроу народилася 11 лютого 1962 року у Кеннеті, штат Міссурі.
Її батько — Вендел Кроу (Wendell Crow), був джазовим музикантом-аматором. Мати — Берніс Кроу (Bernice Crow), працювала вчителькою музики за класом фортепіано. Батьки всіляко заохочували дітей (а їх було четверо) до занять музикою, так що вже у 6 років Шеріл почала освоювати піаніно, у 13 років стала солісткою шкільного хору, а в 14 – почала писати пісні. Окрім музики, вона очолювала шкільну танц-групу підтримки на спортивних змаганнях.

### 1987–1991 Ранні роки
Після закінчення університету Міссурі Кроу працювала учителем музики в початковій школі Келлісон у Фентоні, штат Міссурі. Викладання вдень давало їй можливість співати в групах на вихідних. Пізніше її познайомили з місцевим музикантом і продюсером Джеєм Олівером. Він мав студію в підвалі будинку своїх батьків у Сент-Луїсі і допомагав їй, використовуючи її в рекламних джинглах. Її першим джинглом був шкільний ролик для універмагу Famous-Barr у Сент-Луїсі. Незабаром після цього вона співала в рекламних джинглах для McDonald's і Toyota. У сегменті 60 Minutes вона цитувала слова, що вона заробила 40 000 доларів лише на рекламі McDonald's.
У 1986 році вона вирушила в Лос-Анджелес у пошуках удачі та нових можливостей для професійної реалізації. Зрештою, їй пощастило і вона успішно пройшла прослуховування в бек-групу Майкла Джексона, який готувався до промотуру «Bad». На початку 1989 року 18-місячний марафон завершився, і після туру Шеріл повернулася до написання своїх пісень.

### 1992 дебютний альбом
У 1992 році Шеріл записала свою першу спробу дебютного альбому з продюсером Стінга Х'ю Падгамом. Однойменний дебютний альбом мав вийти у вересні 1992 року, але Кроу та її лейбл спільно вирішили, що альбом не заслуговує випуску. Кроу описала його як «занадто штучний» і «гладкий», однак цей альбом був широко поширений через файлообмінні мережі та промо-касети. Тим часом пісні Кроу записували такі відомі виконавці як Селін Діон, Тіна Тернер і Вайнонна Джад.

### 1994–1997 Міжнародний успіх
У 1996 році Кроу випустила свій другий однойменний альбом. Вона сама продюсувала альбом, а також грала на різних інструментах, від різноманітних гітар, бас-гітари чи педальних слайд-гітар до різних органів і фортепіано. Дебютний сингл «If It Makes You Happy» став успішним на радіо та приніс їй дві нагороди «Греммі» за найкраще жіноче рок-вокальне виконання та найкращий рок-альбом. Інші сингли включали «A Change Would Do You Good», «Home» і «Everyday Is a Winding Road». Альбом був заборонений до продажу в Wal-Mart, оскільки в тексті пісні «Love Is a Good Thing» Кроу говорить, що Wal-Mart продає зброю дітям. Альбом також містить пісню протесту під назвою «Redemption Day», яку Джонні Кеш виконав у своєму останньому альбомі American VI: Ain't No Grave.
У 1997 році Кроу виступала на шоу Another Roadside Attraction. Також у 1997 році Кроу написала пісню до фільму про Джеймса Бонда «Завтра не помре ніколи». Її пісня «Tomorrow Never Dies» була номінована на премію «Греммі» та «Золотий глобус» за найкращу оригінальну пісню.

## Особисте життя
Кроу не була одружена. З 2003 по 2005 рік зустрічалася з велогонщиком Ленсом Армстронгом.
У неї є два прийомні сини — Ваєтт Стівен Кроу (нар. 29.04.2007) і Леві Джеймс Кроу (нар. 30.04.2010).
У 2003 році їй діагностували рак молочної залози. У листопаді 2011 року, через кілька років після перемоги над недугою, у Кроу було діагностовано іншу пухлину мозку, з якою співачка живе донині.

## Творчість

### Дискографія
- Tuesday Night Music Club (1993)
- Sheryl Crow (1996)
- The Globe Sessions (1998)
- C'mon, C'mon (2002)
- Wildflower (2005)
- Detours (2008)
- 100 Miles from Memphis (2010)
- Feels Like Home (2013)
- Be Myself (2017)
- Threads (2019)
- Evolution (2024)

### Ролі у кіно
| Рік  | Назва             | Роль                |
| ---- | ----------------- | ------------------- |
| 1996 | Fairway to Heaven | Репортер            |
| 1998 | 54                | Відвідувач          |
| 1999 | The Minus Man     | Лаура Блум          |
| 2004 | De-Lovely         | Музичний виконавець |

### Відео
- Live in London (1997)
- Rockin' the Globe (1999)
- The Very Best of Sheryl Crow: The Videos (2003)
- C’mon America 2003 (2003)
- Wildflower Tour Live from New York (2006)
- Cougar Town (2010)

### Саундтреки
| Рік  | Назва фільму           | Назва пісні           |
| ---- | ---------------------- | --------------------- |
| 1997 | Завтра не помре ніколи | «Tomorrow Never Dies» |
| 2006 | Тачки                  | «Real Gone»           |
| 2008 | Реслер                 | «Sweet Child o' Mine» |